# درز وجني صدغي
الدرز الوجني الصدغي (بالإنجليزية: zygomaticotemporal suture)‏ أو الدرز الصدغي الوجني (بالإنجليزية: temporozygomotic suture)‏
هو درز جمجمي يقع بين العظم الصدغي (بالإنجليزية: temporal bone)‏ و العظم الوجني (بالإنجليزية: zygomatic bone)‏.

## صور إضافية
- الدرز الوجني الصدغي (مشار إليه بدائرة زرقاء) و العظمين الصدغي و الوجني.    عظم وجني   عظم صدغي
- موقع الدرز الوجني الصدغي (مشار إليه باللون الأحمر دقق النظر هو عبارة عن خط أحمر رفيع يبين الحد الفاصل بين العظمين) . الرسم متحرك.
- مقطع عرضي (العظام الصدغية تم ازالتها) .الرسم متحرك (صورة متحركة).
- صورة ساكنة (مشار إليه باللون الأحمر).
- منظر جانبي للجمجمة.(الدرز الوجني الصدغي هو درز بين العظم الوجني -الموجود على يسار الصورة و الملون باللون الأبيض-و العظم الصدغي -الموجود في منتصف الصورة و الملون باللون الوردي (الزهري)-لاحظ الشكل).

## روابط خارجية
- Anatomy diagram: 34256.000-2 at Roche Lexicon - illustrated navigator, Elsevier